# Dalibor Volaš
Dalibor Volaš, né le 27 février 1987 à Koper, est un footballeur slovène. Il évolue au poste d'attaquant.

## Biographie
Dalibor Volaš joue dans de nombreux pays : en Slovénie, en Moldavie, en Russie, en Hongrie, en Malaisie, en Albanie, et aux Pays-Bas.
Il inscrit 17 buts en première division slovène lors de la saison 2011-2012, puis 15 buts dans ce même championnat lors de la saison 2016-2017.
Il participe à la Ligue des champions et à la Ligue Europa.

## Palmarès
Debrecen VSC
- Champion de Hongrie en 2014.

 NK Maribor
- Champion de Slovénie en 2009, 2011, 2012 et 2015.
- Vainqueur de la Coupe de Slovénie en 2012.
- Vainqueur de la Supercoupe de Slovénie en 2009.